# 306 Northern Avenue (Metro de Boston)
306 Northern Avenue  es una estación de tránsito rápido en la línea Plata del Metro de Boston. La estación se encuentra localizada en 306 Northern Avenue en Boston, Massachusetts. La estación 306 Northern Avenue fue inaugurada el 17 de diciembre de 2004. La Autoridad de Transporte de la Bahía de Massachusetts es la encargada por el mantenimiento y administración de la estación. Esta estación forma parte de la sublínea SL1 y SL2

## Descripción
La estación 306 Northern Avenue cuenta con Aceras.

## Conexiones
La estación es abastecida por las siguientes conexiones: 
- Rutas de autobuses: 4